# Макаренко (село)
Макаренко (кирг. Макаренко) — село в Кыргызстане, в составе Узгенского района Ошской области. Входит в Терт-Кельский аильный округ.
Расположено на юго-западе республики на высоте 905 м. Находится в 8 км севернее районного центра города Узгена и в 58 км от от железнодорожной станции Кара-Суу.
Основа экономики — сельское хозяйство, жители, в основном, работают в фермерских хозяйствах и разводят скот. Есть средняя школа, клуб, библиотека, фельдшерско-акушерский пункт. Работают предприятия бытового обслуживания и торговли.
По состоянию на начало 2023 года население села составляло 2 891 житель., в 2009 году — 2 037 человек.
Телефонный код — +996.